# Канівський повіт
Канівський повіт — адміністративно-територіальна одиниця Київської губернії Російської імперії, Української Народної Республіки, Української Держави та Української Соціалістичної Радянської Республіки. Повітовий центр — місто Канів.

## Історія
Повіт утворений у 1796 році, як Богуславський і до 1837 року повітовим центром було містечко Богуслав. У 1837 році повітовий центр перенесено до Канева, а в 1846 році перейменовано і повіт на Канівський. 
Був розташований на східній окраїні губернії, зі сходу омивався водами Дніпра, на південному сході межував з Черкаським, на півдні з Звенигородським, на заході з Таращанським і на північному заході Васильківським і Київським повітами Київської губернії. Площа повіту становила близько 3 200 км².
Згідно з переписом населення Російської імперії 1897 року в повіті проживало 268 860 чоловік. З них 88,68% — українці, 9,73% — євреї, 0,97% — росіяни, 0,47% — поляки.
До складу повіту входило одне місто (Канів), вісім містечок, 151 село, сім хуторів, тринадцять ферм, два селища, один фільварок, шість економій, три лісові ділянки, дві залізничні станції та три залізничні будки. Загалом 197 населених пунктів.  
На початку 1910-х років зі складу Черкаського повіту було передано Межиріцьку волость. На межі 1910–20-х років утворено Зеленьківську волость виділенням з Потіцької.
1920 року центр Канівського повіту перенесено в Корсунь, а пізніше, 1921 року — у Богуслав, 1922 року повіт перейменовано на Богуславський. Внутрішній поділ залишився без змін.
У 1923 році в Українській СРР було проведено районування, внаслідок якого утворено округи і райони замість повітів і волостей. Зокрема, постановами ВУЦВК від 7 березня і 12 квітня було ліквідовано Канівський повіт, частини якого увійшли до новоутворених Київської та Корсунської округ Київської губернії.

## Адміністративний поділ
На 1861 рік
Волості: Барано-Пільська, Біївська, Бобрицька, Богуславська, Велико-Прицьківська, Вільховецька, Владиславська, Зеленківська, Ісайківська, Карапишинська, Кoрнилівська, Квитківська, Козинська, Корсунська, Курилівська, Македонська, Мало-Букринська, Мартинівська, Медвинська, Миколаївська, Миронівська, Михайлівська, Нетеребківська, Піївська, Потапцівська, Потіцька, Пустовійтівська, Пшеничниківська, Сидорівська, Ситниківська, Стеблівська, Степанцівська, Таганчівська, Таращанська, Трактрамирівська, Шандрівська, Шендерівська, Яблунівська.
На 1885 рік
Волості: Богуславська, Велико-Прицьківська, Ісайківська, Козинська, Кoрнилівська, Корсунська, Курилівська, Медвинська, Ольховецька, Пиївська, Потапецька, Потіцька, Пустовійтівська, Пшеничниківська, Степанська, Таганчівська, Таращанська, Трактомирівська, Шендерівська.
На 1900 рік
Волості: Богуславська, Велико-Прицьківська, Ісайківська, Козинська, Кoрнилівська, Корсунська, Курилівська, Македонська, Медвинська, Ольховицька,  Потіцька, Пустовійтівська, Пшеничниківська, Ольховицька, Селищиська, Степанська, Таганчська, Трактомирівська, Шендерівська.
На 1921 рік
м. Канів з передмістями Бессарабія, Боввани, Бовванці Малі, Бузницький Яр, Варшавка, Гора Московка, Гусарів Яр, Ісківщина, Кислицький Яр, Конака, Королівська Криниця, Костюхівка, Красний Яр, Кублицький Яр, Лиськовий Яр, Майданників Яр, Монастирки, Підстінок, Ситники, Сільце, Слобідка, Цегельня, Чешелів Яр, Яблунівська дорога, Яблунівський Яр. 
Волості:
- Богуславська
- Великоприцьківська
- Вільховецька
- Зеленківська
- Ісайківська
- Козинська
- Корнилівська
- Корсунська
- Курилівська
- Македонська
- Медвинська
- Межиріцька
- Потіцька
- Пустовійтівська
- Пшеничниківська
- Селиська
- Степанська
- Таганчанська
- Трактомирська
- Шендерівська